# Moema staecki
Moema staecki är en fiskart som först beskrevs av Seegers, 1987.  Moema staecki ingår i släktet Moema och familjen Rivulidae. Inga underarter finns listade i Catalogue of Life.